# فرانکمونث (میشیگان)
فرانکمونث، میشیگان (به انگلیسی: Frankenmuth, Michigan) یک شهر در ایالات متحده آمریکا با جمعیت ۴٬۹۴۴ نفر است که در میشیگان واقع شده‌است.

## موقعیت جغرافیایی
موقعیت جغرافیایی شهرها و مناطق اطراف به شرح زیر است:

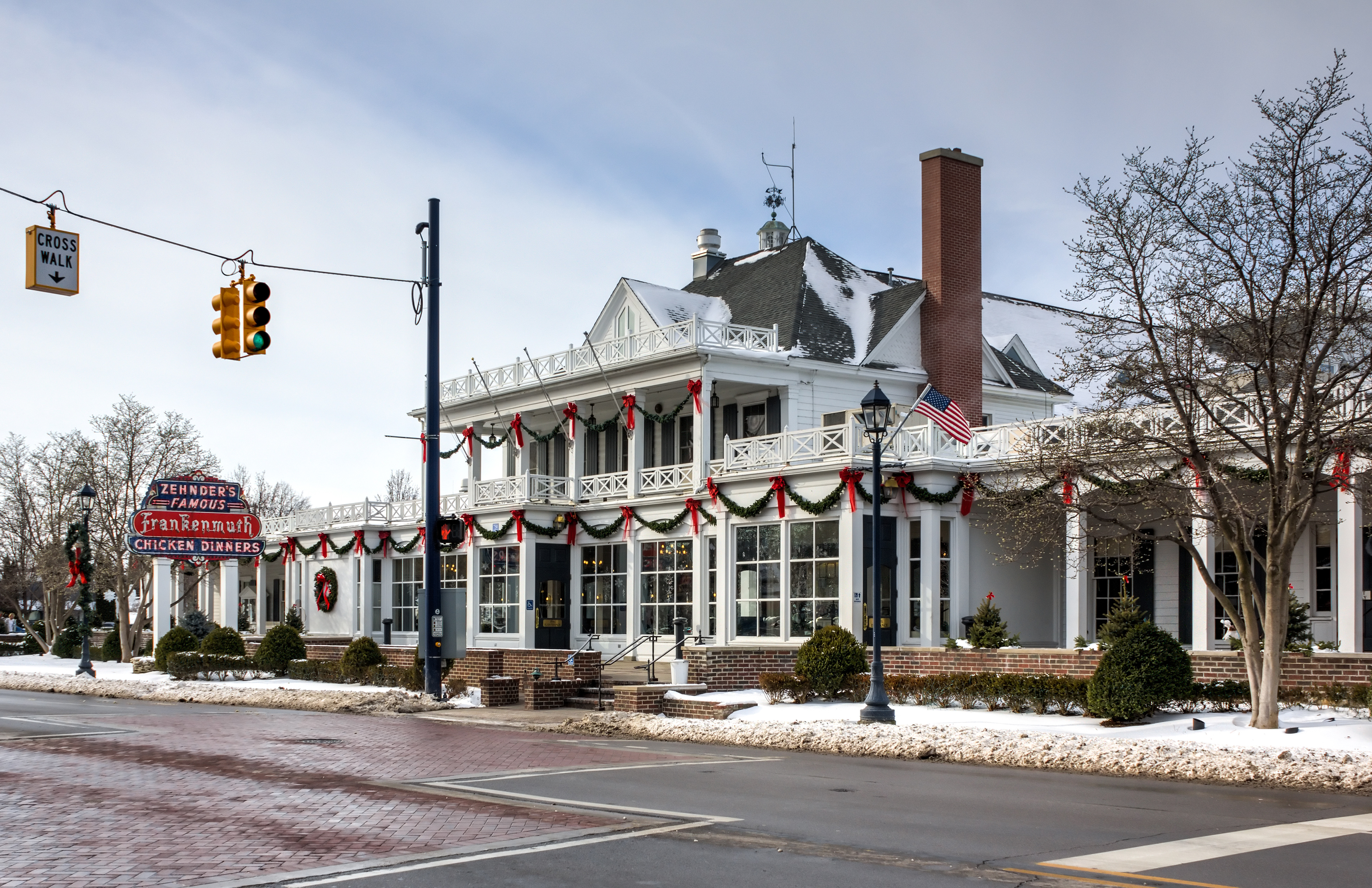
زندرز یک رستوران بزرگ در فرانکمونث، میشیگان است. این رستوران برای ۱۵۰۰ نفر صندلی دارد و شامل غذای کامل با مرغ، غذاهای دریایی، استیک، محصولات پخته شده تازه و دسرهای اروپایی است. زندرز هر سال تقریباً به یک میلیون نفر خدمات ارائه می‌دهد. در دهه ۱۹۸۰ یکی از ده رستوران بزرگ ایالات متحده بود.